# Океанік (роман)
«Океанік» — науково-фантастичний роман австралійського письменника Грега Ігена, опублікований у 1998 році. Вона отримала премію «Г'юго» 1999 року за найкращу повість.

## Історія публікації
«Океанік» був вперше опублікований у серпневому виданні «Наукової фантастики Азімова» видавництва Dell Magazines за 1998 рік. Редактор Гарднер Дозуа перевидав його в «Найкращій науковій фантастиці року»: Шістнадцята щорічна збірка" (1999) та «Найкращі з найкращих, том 2: 20 років найкращих коротких науково-фантастичних романів» (2007). Згодом оповідання було перевидано у збірці Грега Ігана «Темні цілі числа та інші оповідання» (2008) та у збірці Ігана «Океанік» (2009).

## Рецепція
У 1999 році «Океанік» отримав премію «Г'юго» за найкращу новелу, премію «Локус» за найкращу новелу та премію «Опитування читачів Азімова» за найкращу новелу. Він також отримав дві іноземні премії за оповідання: читацьку премію журналу «Hayakawa's SF Magazine» за 2000 рік та премію «Seiun Award» за 2001 рік. «Океанік» також став фіналістом премії Aurealis 1998 року за найкраще науково-фантастичне оповідання, номінантом довгого списку на Меморіальну премію Джеймса Тіптрі-молодшого 1999 року та номінантом короткого списку на премію HOMer 1999 року за найкращу новелу.

## Синопсис
Історія розповідає про Мартіна, фрілансера, що живе в океанах Ковенанта. У дитинстві він отримує релігійний досвід, який формує його життя на довгі роки. Коли він стає дорослим, його досвід і навчання починають конфліктувати з його глибоко вкоріненою вірою. Врешті-решт він приєднується до невеликого кола науковців, які вивчають вплив одного з найпоширеніших мікробів Ковенанта, і його погляди на життя кардинально змінюються.

## Примітка
1. ↑  Bibliography: Oceanic. ISFDB. Процитовано 24 березня 2010.
2. ↑  The Locus Index to SF Awards: 1999 Hugo Awards. Locus Online. Архів оригіналу за 14 січня 2010. Процитовано 24 березня 2010.
3. ↑  The Locus Index to SF Awards: 1999 Locus Awards. Locus Online. Архів оригіналу за 9 липня 2012. Процитовано 24 березня 2010.
4. ↑  The Locus Index to SF Awards: 1999 Asimov's Reader Poll. Locus Online. Процитовано 24 березня 2010.
5. ↑  The Locus Index to SF Awards: 2001 Seiun Awards. Locus Online. Процитовано 24 березня 2010.
6. ↑  The Locus Index to SF Awards: 2000 Hayakawa's SF Magazine Reader's Award. Locus Online. Процитовано 24 березня 2010.
7. ↑  The Locus Index to SF Awards: 1999 Aurealis Awards. Locus Online. Процитовано 24 березня 2010.
8. ↑  The Locus Index to SF Awards: 1999 James Tiptree Jr Memorial Award. Locus Online. Архів оригіналу за 14 січня 2010. Процитовано 24 березня 2010.
9. ↑  The Locus Index to SF Awards: 1999 HOMer Awards. Locus Online. Процитовано 24 березня 2010.